# Ołeh Janczewski
Ołeh Władysławowycz Janczewski, ukr. Олег Владиславович Янчевський, ros. Олег Владиславович Янчевский, Oleg Władisławowicz Jancziewski (ur. 13 maja 1964) – ukraiński piłkarz, grający na pozycji pomocnika, trener piłkarski.

## Kariera piłkarska
Występował w klubach Awtomobilist Sumy, Turbina Nabierieżnyje Czełny, SKA Lwów, Smiena Komsomolsk nad Amurem i Odra Chojna.

## Kariera trenerska
Po zakończeniu kariery piłkarskiej rozpoczął pracę szkoleniowca. Najpierw pomagał trenować kluby Smiena Komsomolsk nad Amurem, Keramik Baranówka, Sławutycz CzAES i Sokił Złoczów. W lipcu 2001 pełnił obowiązki głównego trenera klubu Frunzeneć-Liha-99 Sumy. Potem pracował na stanowisku dyrektora sportowego w klubach Żytyczi Żytomierz i Inter Bojarka. Obecnie jest przewodniczącym Miejskiego Związku Piłki Nożnej w Korosteszowie oraz członkiem Obwodowego Związku Piłki Nożnej w Żytomierzu.